# Gravity (empresa)
Gravity Co., Ltd. (también conocida como Gravity Corporation) es una empresa de videojuegos fundada en abril del 2000, famosa por su exitoso juego MMORPG, Ragnarok Online. 

## Historia
Gravity comenzó como una pequeña empresa, fundada en Seúl, Corea. Con el éxito del juego masivo en línea Ragnarok Online, se convirtió en una empresa mundial de prestigio, instalando una semiindependiente sucursal en Los Ángeles, California, conocida como Gravity Interactive, Inc., donde se encargan de temas relacionados con el juego Ragnarok Online internacional conocido mundialmente como International Ragnarok Online o iRO.
En estos tiempos, la empresa ha tenido muchos problemas políticos internos. El 30 de agosto de 2005 Jung Ryool Kim, el controlador de acciones de Gravity, vendió el 52% de sus contribuciones, haciendo planes para dejar la empresa. Los compradores fueron Ezer y Techno Groove de Japón, un par de empresas de tecnología controladas por Il Young Ryu y Taizo and Masayoshi Son. Después de hacerse nuevo accionista, el 13 de septiembre de 2005, Il Young Ryu fue nombrado por Gravity como su nuevo presidente y director conjunto.

## Juegos lanzados
- Ragnarok Online
- ROSE Online
- Time N Tales
- Ragnarok 2: The Gate of the World
- Requiem Online
- Ragnarok Mobile
- Ragnarök M

## Juegos en desarrollo
- Stylia